# За правом любові (телесеріал)
«За правом кохання» (рос. По праву любви) — російськомовний 8-серійний мінісеріал, знятий в Україні. Серіал було знято на студії «Стрілка production» режисером Майєю Сомовою. Над створенням стрічки працювала команда Арт формс продакшн, автор ідеї — Тетяна Гнєдаш.
Прем'єра першого сезону відбулася 10 грудня 2018 року на телеканалі «1+1».

## Сюжет
Двоє друзів, що товаришують ще з дитинства, Микола та Петро закохалися в одну дівчину — Анну. Втім, вона обирає Петра, і Микола змушений з цим змиритися. Щоб заробити грошей, друзі наймаються на риболовецьке судно. Петро гине в морі. Микола повертається додому і стає опорою для молодої вдови і маленького сина загиблого друга.
Проходять роки — час лікує… Анна виходить заміж за Миколу. Нова родина живе мирно і щасливо. Трохи згодом, Анна і Микола знайомляться з іншого щасливою парою: дівчиною Іреною та її чоловіком, в якому Анна і Микола відразу впізнають Петра. З подивом вони розуміють, що Петро не впізнає їх: він минулого не пам'ятає, і шанс, що згадає, дорівнює нулю… Пов'язані любов'ю, але розділені пам'яттю.

## У ролях
- Ганна — Анастасія Іванова
- Петро — Вадим Головко
- Микола — Олександр Рудько
- Ірена — Владлена Дедкова
- Валентина — Ольга Радчук
- Лариса — Анастасія Буніна
- Марія — Олена Рєпіна
- Саїд — Павло Москаль
- Олексій — Володимир Заєць
- Клим — Борис Книженко
- Освальд — Володимир Нечепоренко
- Ілля — Костянтин Данилюк
- Тенгіз — Акмал Гурезов
- Катерина — Антоніна Макарчук
- Едік — Сергій Козлов
- Наум — Сергій Солодов
- Іван — Ігор Іващенко
- Бергер — Філіп Маркович
- Томаш — Станіслав Щокін
- Ольга — Світлана Зельбет
- Берк — Юрій Лебедевич
- Юрій — Ігор Качур
- Марина — Марина Д'яконенко
- Петрик — Олексій Сморгін
- Оксана — Софія Котлярова

## Музика
Саундтреком стрічки стала пісня Арсена Мірзояна «Поцілуй».